# Pentafluorure de ruthénium
Le pentafluorure de ruthénium est un composé chimique de formule RuF5. Il s'agit d'un solide volatil vert émeraude relativement peu étudié. Il a été produit pour la première fois en 1925 par hasard alors qu'on cherchait à obtenir l'analogue RuF6 de l'hexafluorure d'osmium OsF6.

## Structure et synthèse
- Tétramère Ru4F20.

Tétramère.

La molécule est formée de tétramères cycliques Ru4F20 dans lesquels des atomes de ruthénium voisins sont liés par des ponts de fluor. Le composé cristallise dans le système monoclinique selon le groupe d'espace P21/a (no 14, rang 3) avec pour paramètres cristallins a = 1 247 pm, b = 1 001 pm, c = 542 pm, β = 99,5° et Z = 8.
La substance peut être obtenue directement à partir des éléments à environ 300 °C :
2 Ru + 5 F2 ⟶ 2 RuF5.

## Réactions
Le pentafluorure de ruthénium est hydrolysé par l'eau en donnant un mélange de fluor et d'hydroxydes de ruthénium trivalent et tétravalent. Il se forme du tétroxyde de ruthénium RuO4. 
Avec le difluorure de xénon XeF2 comme donneur de fluorure, il se forme divers composés ioniques par des réactions de transfert de fluorure, en fonction du rapport entre xénon et ruthénium :
2 XeF2 + RuF5 ⟶ [Xe2F3][RuF6] ;
XeF2 + RuF5 ⟶ [XeF][RuF6] ;
XeF2 + 2 RuF5 ⟶ [XeF][Ru2F11].
Avec l'iode I2, il donne le fluorure de ruthénium(III), RuF3 :
5 RuF5 + I2 ⟶ 5 RuF3 + 2 IF5.